# Ti amo da un'ora/Per carità
Ti amo da un'ora/Per carità è il 18° singolo de I Camaleonti, pubblicato in Italia nel 1970.

## Tracce
Lato A
1. Ti amo da un'ora – 3:41 (Mario Lavezzi, Mogol)

Lato B
1. Per carità – 2:57 (Detto Mariano, Oscar Avogadro)